# Acid2

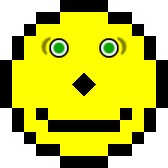
Obrazek wzorcowy dla testu Acid2

Acid2 – test opracowany przez organizację Web Standards Project (WaSP), który ma pomóc przeglądarkom internetowym w spełnieniu standardów internetowych wyznaczanych przez organizację W3C. Głównymi autorami Acid2 był Ian Hickson i Håkon Wium Lie, Ian przygotowywał również następną edycję – Acid3.
Główny nacisk w tym teście został postawiony na poprawność interpretowania stylów CSS (odpowiadających za wygląd i zachowanie strony), a także: języka oznaczeń HTML, przezroczystości obrazków PNG i osadzania obrazków w kodzie strony poprzez Data URL.

## Przebieg testu
Aby sprawdzić przeglądarkę, wystarczy wejść na stronę internetową, która została przygotowana przez członków WaSP i udostępnioną w Internecie.
Uznaje się, że przeglądarka przeszła test, jeśli przygotowana strona będzie w niej wyglądała identycznie jak obrazek wzorcowy, czyli jak żółta buźka z czarnym nosem. Przy czym ten nos powinien podświetlać się na niebiesko, gdy najedzie się na niego myszką, a czubek głowy nie powinien przesuwać się w czasie przewijania strony (odległość od górnej i lewej krawędzi okna przeglądarki ma być stała). To ostatnie oznacza, że czubek głowy wraz z innym elementem odłączy się od buźki (ponieważ reszta jest przewijana). Początkowo te dwa elementy są zasłaniane przez napis powitalny.

## Sens istnienia testu
Strony internetowe są pewnego rodzaju oprogramowaniem wysyłanym do użytkownika i interpretowanym przez przeglądarki. Odstępstwa od standardowego przetwarzania mogą powodować, że twórcy stron będą stosować różne sztuczki, co spowolni ładowanie strony lub zubożą zawartość strony, co uczyni ją mniej atrakcyjną (przyjazną) dla odbiorcy.

## Wyniki testów dla różnych przeglądarek
| Przeglądarka                    | Wynik testu             | Wspierane systemy operacyjne                        | Komentarz |
| Safari                          | Safari                  | Safari                                              | Safari |
| ------------------------------- | ----------------------- | --------------------------------------------------- | --- |
| Safari 2.0                      | przechodzi test         | Mac OS X 10.4.3+, Windows Vista i XP                | Przeszła test jako pierwsza - wydanie poprawione ukazało się w kwietniu 2005, najnowsza wersja październik 2007.                                                 |
| MobileSafari                    |                         |                                                     | |
| MobileSafari                    | bardzo blisko przejścia | iPhone/IPod touch, firmware 1.0-2.2                 | Przeglądarka umieszczona w telefonie iPhone oraz iPodzie touch. Obrazek jest niemal identyczny z obrazkiem wzorcowym.                                            |
| Prince XML                      |                         |                                                     | |
| Prince XML 5.1                  | przechodzi test         | Windows, Linux (Unix), Mac OS X                     | Prince XML formalnie nie jest przeglądarką internetową - to program konwertujący dane z plików XML/HTML/CSS do formatu PDF. Wydanie 5.1 pochodzi z grudnia 2005. |
| Konqueror                       |                         |                                                     | |
| Konqueror 3.5                   | bardzo blisko przejścia | Linux (Unix)                                        | Dostępny dla środowiska graficznego KDE 3.5 wydanego w październiku 2005.                                                                                        |
| Konqueror 3.5.2                 | przechodzi test         | Linux (Unix)                                        | Wersja 3.5.2 wydana 28 marca 2006 rozwiązuje problem paska przewijania.                                                                                          |
| Konqueror 4.0.2                 | przechodzi test         | Linux (Unix) (dostępne porty na Mac Os X i Windows) | Wydana 11 stycznia 2008, testowana wersja po poprawkach. |
| Opera                           |                         |                                                     | |
| Opera 8.0                       | kilka błędów            | Windows, Linux (Unix), Mac OS X, Symbian, PocketPC  | Wersja wydana w kwietniu 2005. |
| Opera 8.01                      | kilka błędów            | Windows, Linux (Unix), Mac OS X, Symbian, PocketPC  | Wersja wydana w czerwcu 2005. Duża poprawa względem wcześniejszej wersji.                                                                                        |
| Opera 9.0                       | przechodzi test         | Windows, Linux (Unix), Mac OS X                     | Wersja stabilna, opublikowana 20 czerwca 2006. |
| iCab                            |                         |                                                     | |
| iCab 3.0.3                      | przechodzi test         | Mac OS 8.5-9.2.2, Mac OS X                          | Wersja stabilna, wydana 18 sierpnia 2006. |
| Shiira                          |                         |                                                     | |
| Shiira 2.0                      | przechodzi test         | Mac OS X                                            | Wersja stabilna, wydana 22 kwietnia 2007. |
| Firefox                         |                         |                                                     | |
| Firefox 1.0                     | kilka błędów            | Windows, Linux (Unix), Mac OS X                     | Wersja wydana w listopadzie 2004. |
| Firefox 1.5                     | kilka błędów            | Windows, Linux (Unix), Mac OS X                     | Wersja wydana w listopadzie 2005. |
| Firefox 2.0                     | kilka błędów            | Windows, Linux (Unix), Mac OS X                     | Wersja stabilna, wydana 24 października 2006. |
| Firefox 3.0                     | przechodzi test         | Windows, Linux (Unix), Mac OS X                     | Wersja stabilna, wydana 17 czerwca 2008; nie działa dla starych wersji Windows (98, 95 itp)                                                                      |
| Internet Explorer               |                         |                                                     | |
| Internet Explorer 6.0           | pojawia się obrazek     | Windows                                             | Wersja wydana w październiku 2001. |
| Internet Explorer 7.0           | pojawia się obrazek     | Windows XP SP2, Vista i nowsze                      | Wersja wydana w październiku 2006. Widać tylko niewielką poprawę.                                                                                                |
| Internet Explorer 8.0           | przechodzi test         | Windows XP SP2, Vista i nowsze                      | Wersja wydana na początku marca. (Mogą wystąpić problemy z przejściem testu przy ustawionym wysokim poziome bezpieczeństwa, domyślnym dla wersji serwerowych.)   |
| Google Chrome                   |                         |                                                     | |
| Google Chrome 0.2.149.30 (beta) | przechodzi test         | Windows XP i Vista                                  | Wersja wydana na początku października 2008. Przechodzi test pod warunkiem, że nie otworzy się strony testu w nowej karcie.                                      |
| Google Chrome 1.0.154.36        | przechodzi test         | Windows XP i Vista                                  | Wersja wydana 11 grudnia 2008. |
| Arora                           |                         |                                                     | |
| Arora 0.2                       | przechodzi test         | Windows, Linux (Unix), Mac OS X                     | Wersja wydana w lipcu 2008. Przechodzi test pod warunkiem, że nie otworzy się strony testu w nowej karcie.                                                       |

Chociaż iCab wyświetla obrazek wzorcowy poprawnie, to ignoruje jeden fragment arkusza stylów nie związany bezpośrednio z wyświetlaniem buźki. Przeglądarka wyświetla pasek przewijania na stronie testu Acid2, choć zgodnie z kodem, powinna go ukryć. Pomimo tego twórcy programu ogłosili, że ich aplikacja przechodzi test Acid2. Wcześniej podobny problem dotyczył też przeglądarki Konqueror.
Firma Microsoft, autor najpopularniejszego na rynku Internet Explorera, ogłosiła, że nie planuje, aby Internet Explorer 7 przeszedł ten test. Jednak już w grudniu 2007 główny kierownik zespołu Dean Hachamovitch ogłosił na blogu Microsoftu, że wersja 8.0 przejdzie test, przy czym tylko jeśli włączony zostanie specjalny tryb zgodności. Przed opublikowaniem wersji 8 beta 1 zmieniono jednak zdanie i tryb pełniejszej zgodności ze standardami jest aktywny domyślnie.

## Historia i przyszłość testu Acid
Nazwa testu pochodzi od angielskiego wyrażenia „acid test”, którym określa się testy kluczowe, decydujące o jakości.
Pierwszy test Acid został stworzony przez członków W3C w celu sprawdzenia poprawności w przetwarzaniu podstawowych właściwości stylów CSS1 przez przeglądarki. Test ten odbywał się na tych samych zasadach co obecny (również był podany obraz wzorcowy).
Drugi test jest podobny do poprzedniego. Nie wymaga od przeglądarek obsługiwania wszystkich elementów CSS2, a jedynie sprawdza te najważniejsze i najsłabiej zaimplementowane w dzisiejszych przeglądarkach. Należy tu nadmienić, że nie są to nowe normy - pierwsza specyfikacja CSS2 powstała już w 1998 roku i zawiera ona większość testowanych właściwości.
Håkon Wium Lie w wywiadzie dla zinu Opera Bits zasugerował, że test Acid3 będzie skupiony na funkcjonalności potrzebnej dla aplikacji internetowych, a nie jak dotychczas, statycznych dokumentów (Opera Software z Mozillą i Apple opracowuje w ramach WHATWG specyfikację funkcji dla aplikacji internetowych).

## Krytyka
Przeciwnicy testu Acid2 uważają, że nie spełnia on wszystkich swoich założeń. W przeglądarce prawidłowo przetwarzającej strony rzeczywiście wszystko powinno wyświetlać się prawidłowo, jednak jeśli tak nie jest, to trudno jest określić dokładnie, która cecha powoduje błędy. Jest to powiązane z bardzo dużą ilością właściwości testowanych w jednym czasie. Należy tu jednak dodać, że członkowie WaSP nie tylko stworzyli test, ale oferują też pomoc w identyfikacji problemów.
Zwraca się również uwagę na to, że selektywny dobór funkcji i właściwości języka CSS użytych w teście może spowodować, że część producentów skupi swoją uwagę na pracach jedynie nad nimi, traktując wynik testu w kategoriach marketingowych.
Microsoft zbagatelizował znaczenie testu Acid2, tłumacząc, że jego przejście nie gwarantuje zgodności ze standardami wyznaczanymi przez W3C (przemilczając fakt, że odwrotna relacja jest prawdziwa: zgodność z tymi standardami gwarantuje przejście Acid2). Jednak w grudniu 2007 główny kierownik zespołu Dean Hachamovitch określił przejście testu Acid2 jako „ważny etap” (ang. important milestone) w pracach nad IE8.
Przeciwnicy testu zauważają, że zawiera on błędy w kodzie HTML i CSS, jednak jest to działanie celowe, gdyż ocenia on również zachowanie przeglądarki w sytuacjach nietypowych.